# Alulatettix ochrotibis
Alulatettix ochrotibis is een rechtvleugelig insect uit de familie doornsprinkhanen (Tetrigidae). De wetenschappelijke naam van deze soort is voor het eerst geldig gepubliceerd in 2009 door Deng, Wang, Zheng & Wei.